# Maria Szymańska
Maria Szymańska (ur. 4 sierpnia 1984 w Kielcach) – polska szachistka, mistrzyni międzynarodowa od 2007 roku.

## Kariera szachowa
Wielokrotnie brała udział w finałach mistrzostw Polski juniorek we wszystkich kategoriach wiekowych, jak również w mistrzostwach świata oraz Europy. Pierwszy sukces na arenie ogólnopolskiej osiągnęła w roku 1993, zdobywając brązowy medal na mistrzostwach Polski juniorek do 10 lat (osiągnięcie to powtórzyła w 1994 roku). Oprócz tego była dwukrotną złotą medalistką mistrzostw kraju (do lat 14 oraz do lat 18, Zakopane, 2001), zaś w roku 1999 w grupie do lat 16 zajęła IV miejsce. W roku 1996 reprezentowała Polskę na mistrzostwach Europy, zaś w 1997 - na mistrzostwach świata juniorek. Trzykrotnie (w latach 2005, 2006 i 2007) wystąpiła w finałach indywidualnych mistrzostw Polski kobiet. W 2006 r. w Koszalinie zdobyła brązowy medal mistrzostw Polski kobiet w szachach błyskawicznych.
Najwyższy ranking w dotychczasowej karierze osiągnęła 1 lipca 2007 r., z wynikiem 2220 punktów zajmowała wówczas 20. miejsce wśród polskich szachistek. Od 2008 r. nie uczestniczy w turniejach klasyfikowanych przez Międzynarodową Federację Szachową.

## Życie prywatne
Brat Marii Szymańskiej, Marcin, również jest szachistą i posiada tytuł mistrza międzynarodowego.